# 百太郎溝

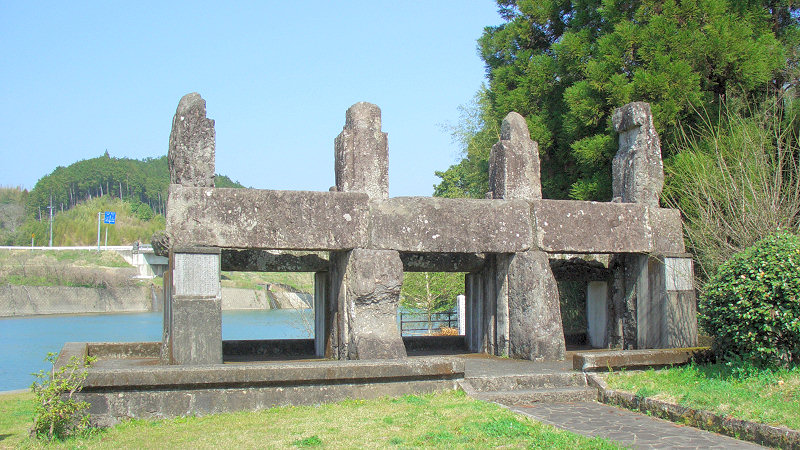
百太郎堰旧樋門

百太郎溝（ひゃくたろうみぞ）または百太郎堰（ひゃくたろうせき）は、熊本県球磨郡多良木町、あさぎり町、錦町にある用水路。
全長18kmにおよび、一説には宝永7年に完成したとされる。

## 概略と歴史

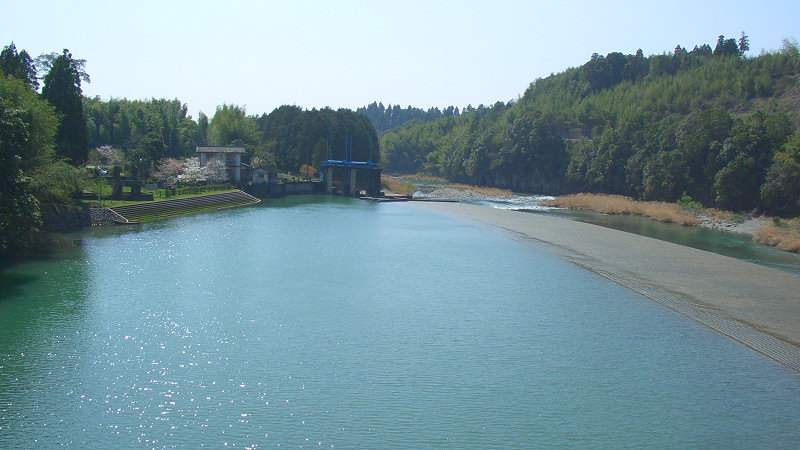
「ひゃくたろうばし」から下流方向。左側は旧百太郎堰と同公園、水戸神社（多良木町）

百太郎溝は灌漑用用水路である。熊本県球磨郡多良木町百太郎で球磨川から取水して、南南西に向かって進み、多良木町久米字野添の辺りから球磨川とほぼ並行に南西に流れており、あさぎり町を通って同町上北字柳別府から一時南に向かい、免田川を横切って、水無川でU字形をなしすが再び南西に向きを取り、錦町に至り、同町一武の下原で原田川と合流する。さらに錦町西へかけても遺構があるが、原田川より先は水が流れておらず使われてない。
最初の一期の掘削工事は16世紀末ごろといわれるが、余り記録が残っておらず、詳細は不明である。二期の工事は延宝8年（1680年）に、三期は元禄9年から10年（1696年 - 1697年）、四期は宝永元年から2年（1704年 - 1705年）。宝永７年（1710年）8月20日完成。五期は未完成の原田川以西の区間で年代も未詳である。1世紀以上の間に渡る掘削延長工事で、総延長19キロ、灌漑面積は1400ヘクタールの用水路となった。
幸野溝とともに上球磨地方の扇状地の水田化を著しく進めたが、こちらは藩の援助も、特別な指導者もおらず、農民だけで掘りぬかれた用水路であると言われ、名称も百太郎が人柱に立ったという伝説に由来する。その完成は幸野溝よりもやや後であるとも、五期工事の区間は事実上利用されていないので、先であるともされる。
1957年、多目的の市房ダム建設工事が始まると、これと関連づけた、大規模な県営の球磨川南部土地改良事業が翌年に着工され、1968年に完工。この事業の一環として、百太郎溝と幸野溝は本格的に改修され、漏水がひどい土水路からコンクリート張りの近代的水路に生まれ変わった。百太郎堰旧樋門は巨大な石材で作られており、水戸神社の側に保存されているが、もともと旧樋門は現在より100メートルほど下流に設けられており、取水口の位置も異なった。

## 名称の由来
名称の由来については複数の伝承がある。

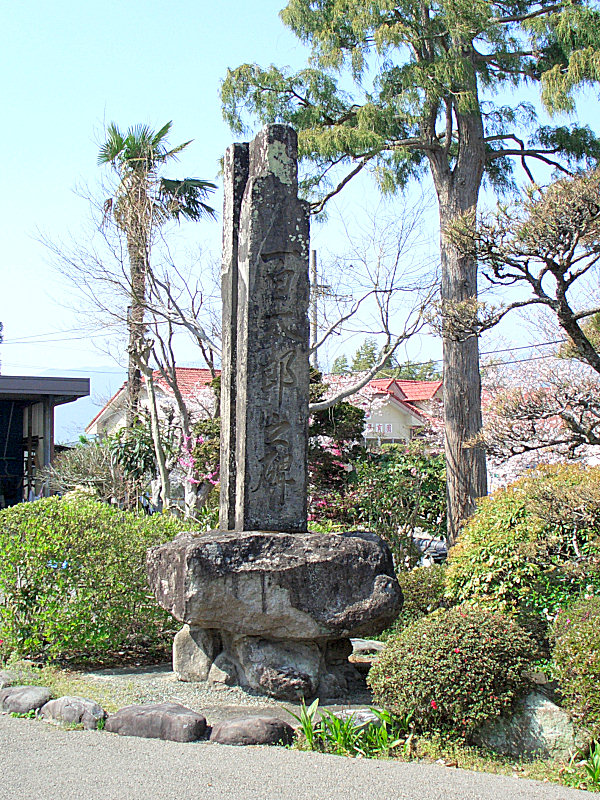
百太郎之碑

1. 昔、この地方を流れる川の氾濫で、田畑が流される災害がたびたび起こり村人が困っていた。ある時、「裾に二本の線がはいった着物を着た人物を人柱に立てよ」という神のお告げがあった。その着物を着た人物、百太郎さんに白羽の矢が立った。轟音とともに、橋の柱にくくりつけられた百太郎の声が、一晩中、村に響き渡ったという。それからは、水害はぴたりとやんだ。
2. 上記の話とほぼ同じだが、殉死の方法が異なり、百太郎溝の建築を進めていたが、度々樋門が流されるので、夢枕に立った水神のお告げによって百太郎さんは石の柱の下に人柱として生き埋めにされた。その場所に堰門を築いてからは安全になった。
3. 人物像が異なり、百太郎さんは技術者であったとし、藩命によって溝堰の建築に携わっていたが、彼の意見で作られた堰門が一夜の豪雨で流されたため、責任を負って自殺した。または自ら水神のお告げを受けたと称して人柱を志願した。堰門の脇にある松の巨木は、百太郎さんの墓標であるという。

これらが昔話として伝えられている百太郎溝の名の由来である。何れの話でも「百太郎」という人物が犠牲になり、以後は水害がなくなったり難工事が完成することができたという話となる。

## 文献
- 『熊本県大百科事典』 1982年　熊本日日新聞社。
- 熊本県教育会球磨郡教育支会 編「国立国会図書館デジタルコレクション 水利遺業」『球磨郡誌』熊本県教育会球磨郡教育支会、1941年。

## 交通アクセス
- くま川鉄道湯前線新鶴羽駅より徒歩12分（930m）。
- 九州自動車道人吉球磨スマートインターチェンジより22㎞。